# Raffles Hotels & Resorts
Raffles Hotels & Resorts es una cadena de hoteles de lujo cuyo origen se remonta a la inauguración en 1887 del Hotel Raffles original en Singapur. La empresa empezó a internacionalizarse a finales de la década de 1990. Desde 2015, Raffles forma parte de Accor.

## Historia
Raffles Hotels & Resorts fue fundada en 1989 para restaurar y gestionar el histórico Hotel Raffles de Singapur. La empresa también asumió la reestructuración y gestión del proyecto Raffles City, estableciendo así los cimientos para convertirse en una empresa de gestión hotelera. Después de una restauración completa, el Hotel Raffles fue reinaugurado el 16 de septiembre de 1991.
En abril de 2001, Raffles Holdings compró Swissôtel al SAirGroup por 268 millones de euros, aumentando así su número de habitaciones en un 139 % hasta alcanzar las 13 500 en diecisiete países. En 2005, Colony Capital compró Raffles Holdings al Gobierno de Singapur por 1000 millones de dólares. En 2006, Raffles y Swissôtel se unieron a Fairmont en el holding FRHI Hotels & Resorts. En diciembre de 2015, Accor anunció la adquisición de FRHI Hotels & Resorts, consiguiendo así el control de las cadenas Fairmont, Raffles y Swissôtel. Este acuerdo de 2700 millones de dólares fue concluido en julio de 2016.

## Propiedades actuales
Raffles Hotels & Resorts opera en diecisiete ubicaciones en todo el mundo:
| Propiedad                       | N.º de habitaciones | País                   | Año de inauguración | Notas                 | Referencias          |
| ------------------------------- | ------------------- | ---------------------- | ------------------- | --------------------- | -------------------- |
| Hotel Raffles                   | 115                 | Singapur               | 1887                | Restauración          | [ 5 ] [ 6 ] [ 12 ]   |
| Raffles Hotel Le Royal          | 175                 | Camboya                | 1997                | Restauración          | [ 13 ] [ 14 ]        |
| Gran Hotel de Angkor            | 119                 | Camboya                | 1997                | Restauración          | [ 15 ] [ 16 ] [ 17 ] |
| Raffles Dubai                   | 246                 | Emiratos Árabes Unidos | 2007                | De nueva construcción | [ 18 ] [ 19 ]        |
| Le Royal Monceau, Raffles Paris | 149                 | Francia                | 2010                | Restauración          | [ 20 ] [ 21 ]        |
| Raffles Makkah Palace           | 213                 | Arabia Saudita         | 2010                | De nueva construcción | [ 22 ]               |
| Raffles Praslin, Seychelles     | 86                  | Seychelles             | 2011                | De nueva construcción | [ 23 ]               |
| Raffles Makati                  | 32                  | Filipinas              | 2012                | De nueva construcción | [ 24 ] [ 25 ]        |
| Raffles Hainan                  | 331                 | China                  | 2013                | De nueva construcción | [ 26 ]               |
| Raffles Istanbul                | 181                 | Turquía                | 2014                | De nueva construcción | [ 27 ]               |
| Raffles Jakarta                 | 173                 | Indonesia              | 2015                | De nueva construcción | [ 28 ]               |
| Raffles Europejski Warsaw       | 106                 | Polonia                | 2018                | Restauración          | [ 29 ] [ 30 ]        |
| Raffles Maldives Meradhoo       | 37                  | Maldivas               | 2019                | De nueva construcción | [ 31 ]               |
| Raffles Shenzhen                | 168                 | China                  | 2019                | De nueva construcción | [ 32 ]               |
| Raffles Bali                    | 32                  | Indonesia              | 2020                | De nueva construcción | [ 33 ]               |
| Raffles Udaipur                 | 101                 | India                  | 2021                | De nueva construcción | [ 34 ] [ 35 ] [ 36 ] |
| Raffles The Palm Dubai          | 389                 | Emiratos Árabes Unidos | 2021                | Adquisición           | [ 37 ] [ 38 ] [ 39 ] |

## Propiedades futuras

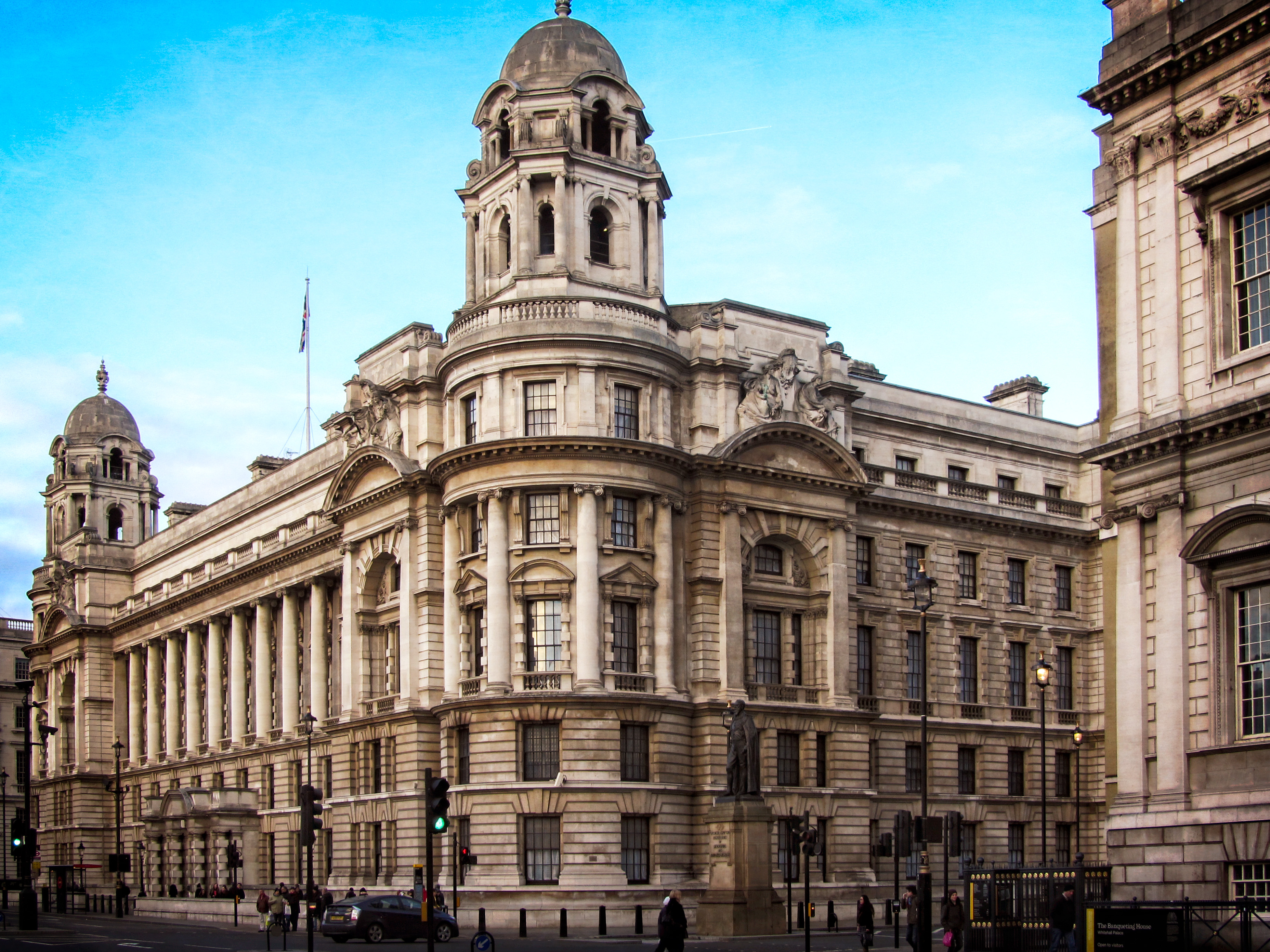
El antiguo edificio de la Oficina de Guerra en Londres.

Raffles Hotels & Resorts está desarrollando los siguientes establecimientos por todo el mundo:
Después de que la empresa india Hinduja Group y la española OHLA compraran el antiguo edificio de la Oficina de Guerra en Londres, decidieron transformarlo en un hotel y en junio de 2017 firmaron un acuerdo con Accor para añadirlo a la cartera de hoteles de lujo de Raffles. Está previsto que el Raffles London at The OWO, que tendrá 125 habitaciones, se complete en 2022 con Philippe Leboeuf como director.
En junio de 2019, Accor anunció que abriría un segundo hotel Raffles en Singapur en 2022. Situado en Sentosa, el Raffles Sentosa Resort & Spa Singapore estará compuesto por sesenta y una villas. En julio de 2019, después de la adquisición del Al Areen Palace & Spa, Accor anunció que abriría un hotel Raffles en Baréin en 2022. El Raffles Manama, Bahrain contendrá setenta y ocho villas de lujo, el primer baño turco de jardín del mundo y un jardín hidrotermal.
En diciembre de 2020, Accor anunció que abriría un nuevo hotel en Moscú, junto al Kremlin, en la segunda mitad de 2022. Este hotel tendrá 153 habitaciones y se llamará Raffles Moscow. En febrero de 2021, Accor anunció que abriría un hotel de doble marca Fairmont y Raffles llamado Fairmont and Raffles Lusail Hotel and Residences en Catar en 2022, que tendrá 361 habitaciones y suites con la marca Fairmont, y 132 suites con la marca Raffles. En marzo de 2021, Accor anunció que abriría un nuevo hotel en el complejo Galaxy Macau, en Cotai (Macao). Llamado Raffles at Galaxy Macau, abrirá en 2022. También está prevista para 2022 la inauguración del Raffles Jeddah, situado en Arabia Saudita, que tendrá 181 habitaciones, y la del Raffles Boston Back Bay Hotel & Residences, situado en la Back Bay de Boston, que tendrá 33 plantas y 147 habitaciones y suites.

## Otros productos

### Raffles Residences
Raffles Residences es una colección de suites residenciales y apartamentos privados con servicios de Raffles Hotels & Resorts, que habitualmente están conectados a un hotel Raffles. Actualmente hay tres Raffles Residences, con varias más previstas para los próximos años:
| Propiedad                                 | N.º de habitaciones | País           | Referencias   |
| ----------------------------------------- | ------------------- | -------------- | ------------- |
| Raffles Estate Praslin                    | 14                  | Seychelles     | [ 54 ]        |
| Raffles Residences Makati                 | 130                 | Filipinas      | [ 25 ]        |
| Raffles Residences Jakarta                | 80                  | Indonesia      | [ 28 ]        |
| The OWO Residences by Raffles (2022)      | 85                  | Reino Unido    | [ 42 ] [ 43 ] |
| Raffles Residences Lusail (2022)          | 49                  | Catar          | [ 49 ] [ 50 ] |
| Raffles Residences Jeddah (2022)          | 188                 | Arabia Saudita | [ 40 ]        |
| Raffles Residences Boston Back Bay (2022) | 146                 | Estados Unidos | [ 52 ]        |

### Raffles 1915 Gin
En 2015, para conmemorar el centenario del Singapore Sling, Raffles Hotels & Resorts se asoció con la destilería londinense Sipsmith para crear una ginebra de marca, la Raffles 1915 Gin.

### Soirées, Sojourns & Stories by Raffles
Publicado en 2018, Soirées, Sojourns & Stories by Raffles es un libro que relata la historia de Raffles Hotels & Resorts y la de algunos de los huéspedes emblemáticos de la cadena.